# Лучано Маджистреллі
Лучано Маджистреллі (італ. Luciano Magistrelli, нар. 14 лютого 1938, Бареджо — пом. 19 грудня 2011, Бергамо) — італійський футболіст, що грав на позиції нападника. По завершенні ігрової кар'єри — тренер.
Виступав, зокрема, за клуби «Мілан» та «Аталанта», а також олімпійську збірну Італії.
Володар Кубка Італії, чемпіон Італії. 

## Клубна кар'єра
Народився 14 лютого 1938 року в місті Бареджо. Вихованець футбольної школи клубу «Мілан». Дорослу футбольну кар'єру розпочав 1955 року в основній команді того ж клубу, в якій провів два сезони. За цей час виборов титул чемпіона Італії.
Згодом з 1957 по 1960 рік грав у складі команд клубів «Тревізо» та «Трієстина».
Своєю грою за останню команду привернув увагу представників тренерського штабу клубу «Аталанта», до складу якого приєднався 1960 року. Відіграв за бергамський клуб наступні шість сезонів своєї ігрової кар'єри. Більшість часу, проведеного у складі «Аталанти», був основним гравцем атакувальної ланки команди. За цей час додав до переліку своїх трофеїв титул володаря Кубка Італії.
Протягом 1966—1968 років захищав кольори команди клубу «Алессандрія».
Завершив професійну ігрову кар'єру в клубі «Тревізо», у складі якого вже виступав раніше. Прийшов до команди 1968 року, захищав її кольори до припинення виступів на професійному рівні у 1970.

## Виступи за збірну
1960 року захищав кольори олімпійської збірної Італії. У складі цієї команди провів 2 матчі.

## Кар'єра тренера
Розпочав тренерську кар'єру, ще продовжуючи грати на полі, 1969 року як тренер молодіжної команди клубу «Аталанта».
В подальшому очолював команди клубів «Тревізо», «Вербанія», «Вірешит Боккалеоне» та СПАЛ.
Останнім місцем тренерської роботи був клуб «Вірешит Боккалеоне», головним тренером команди якого Лучано Маджистреллі був з 1991 по 1992 рік.
Помер 19 грудня 2011 року на 74-му році життя у місті Бергамо.

## Титули і досягнення

### Як гравця
- Володар Кубка Італії (1):

«Аталанта»:  1962-1963
- Чемпіон Італії (1):

«Мілан»:  1956-1957